# Xiaguo, Guangdong
Xiaguo (kinesiska: 下郭) är ett stadsdelsdistrikt i sydöstra Kina. Det ligger i Huazhou i staden Maoming i provinsen Guangdong, omkring 320 kilometer sydväst om provinshuvudstaden Guangzhou. Antalet invånare är 40 027. Befolkningen består av 18 770 kvinnor och 21 257 män. Barn under 15 år utgör 22,0 %, vuxna 15-64 år 69 %, och äldre över 65 år 8,0 %.